# Вулиця Інтернаціонального легіону
Ву́лиця Інтернаціонально́го легіо́ну — вулиця в Деснянському районі міста Києва, селище Троєщина. Пролягає від проїзду на Вигурівське кладовище до вулиць Чурилівської і Святодухівської.
Прилучається вулиця Довженка.

## Історія
Вулиця виникла у 1-й половині ХХ століття як одна з вулиць кутка Кучанський села Вигурівщина. У 1965 році отримала назву вулиця Петра Запорожця на честь діяча російського революційного руху П. К. Запорожця (1873—1905).
Дещо скорочена до сучасних розмірів у 1984 році у зв'язку зі знесенням забудови села Вигурівщина.
У жовтні — грудні 2014 року Київська міська державна адміністрація провела громадське обговорення щодо перейменування вулиці Петра Запорожця на вулицю Івана Миколайчука, проте проєкт рішення не виносився на голосування Київради.
Сучасна назва з 2022 року на честь Інтернаціонального легіону Сил територіальної оборони Збройних сил України.